# Samson Remote Controlled Weapon Station

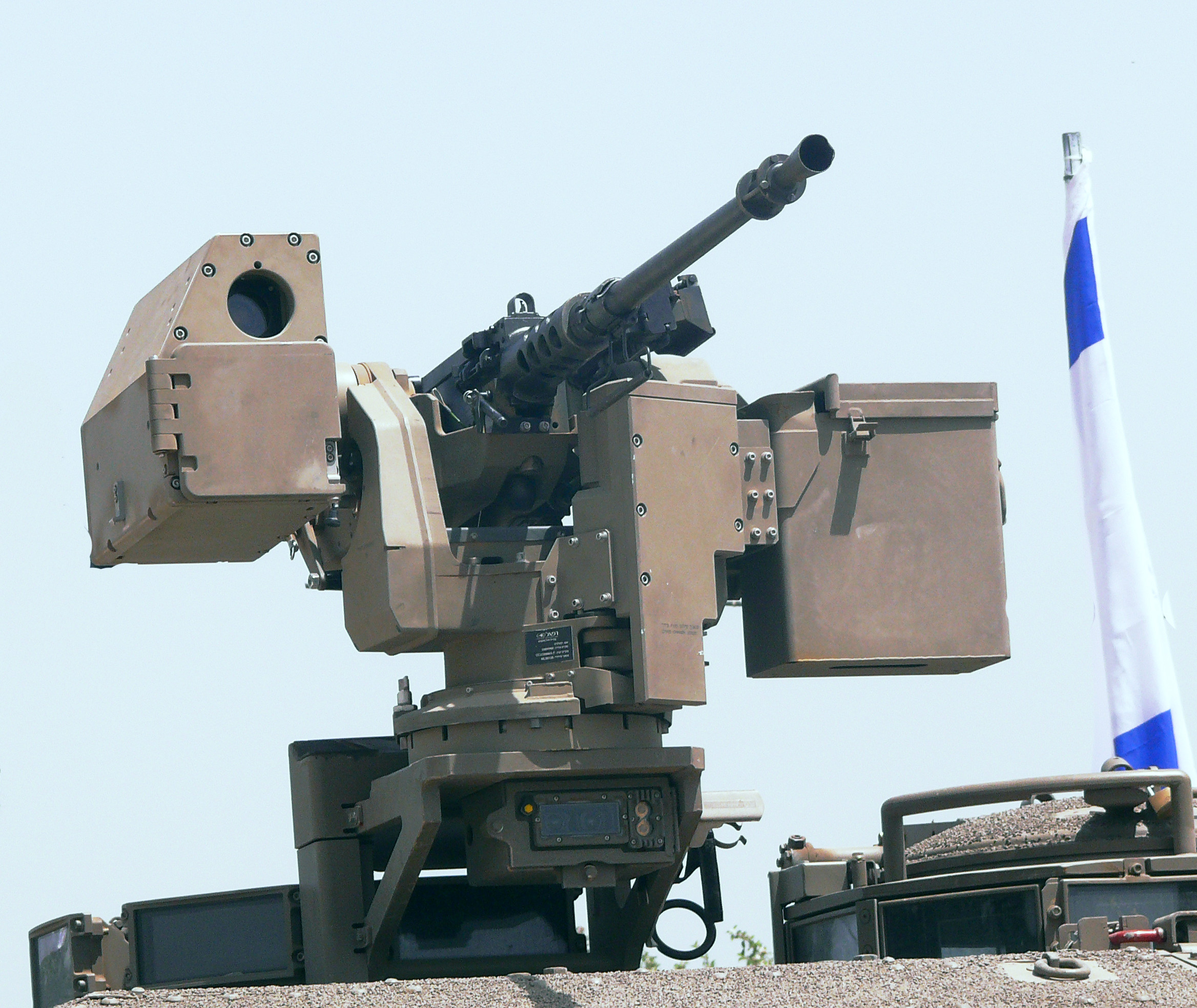
M2-Catlanit mit MG M2

Die Samson Remote Controlled Weapon Station (RCWS), auch bekannt als Katlanit (hebräisch קטלנית) ist eine fernbedienbare Waffenstation (remote weapon station), die auf Fahrzeugen oder ortsfesten Plattformen installiert werden kann. Sie wurde in Israel vom Unternehmen Rafael konzipiert und wird bis heute produziert und vertrieben. Der Katlanit dient unter anderem der Kampfwertsteigerung von Gelände- und Panzerwagen.
In Bunkern entlang der israelischen Grenze zum Gaza-Streifen sind ebenfalls mehrere SRCWS postiert, um Angreifer mit geringer Eigengefährdung abwehren zu können.

## Technische Beschreibung
Das System besteht aus einer Waffenplattform, auf der unterschiedliche Waffen montiert werden können, darunter Maschinengewehre im Kaliber 5,56, 7,62 und 12,7 mm, genauso wie 40-mm-Granatwerfer, Panzerabwehrlenkwaffen sowie bloße Beobachtungsstationen.
Je nach eingefügter Bewaffnung trägt das System den Namen Samson Jr., Samson Mini, Samson Dual, oder Samson 30mm.
Das Gerät kann sowohl bei Tageslicht als auch bei Nacht zielsicher eingesetzt werden und wird über einen berührungssensitiven Bildschirm im Fahrzeuginneren gesteuert. Es ist darüber hinaus luftverladbar.

## Nutzerländer
Das Waffensystem Katlanit wird über das Ursprungsland Israel hinaus international verbreitet eingesetzt.
Derzeitige Anwender:

(in alphabetischer Reihenfolge)
- Aserbaidschan:
- Kanada:
- Kolumbien: LAV III[6]
- Tschechien: Pandur (Panzer)[7]
- Israel: Namer, ausgewählte Achzarit, gewisse HMMWV
- Türkei: Otokar Cobra
- Vereinigtes Königreich: Alvis Stormer

Einstige Anwender:

- Kroatien: vier Stationen auf M84D- und M95-Panzern erprobt, durch die Protector M151 ersetzt.